# 1945-ös finn labdarúgó-bajnokság (első osztály)
Az 1945-ös finn labdarúgó-bajnokság (Mestaruussarja) a finn labdarúgó-bajnokság legmagasabb osztályának tizenötödik alkalommal megrendezett bajnoki éve volt. A pontvadászat 12 csapat részvételével zajlott. A bajnokságot a TPS Turku csapata nyerte.

## Lebonyolítás
A 12 csapatot két 6 tagú csoportba osztották. A két csoportgyőztes mérkőzött meg a bajnoki döntőben.

### A csoport
| # | Csapat            | M | Gy | D | V | RG | KG | Pont |
| - | ----------------- | - | -- | - | - | -- | -- | ---- |
| 1 | TPS Turku         | 5 | 4  | 0 | 1 | 14 | 5  | 8    |
| 2 | Sudet Viipuri *   | 5 | 3  | 1 | 1 | 8  | 5  | 7    |
| 3 | VPS Vaasa         | 5 | 3  | 0 | 2 | 6  | 5  | 6    |
| 4 | Drott Pietarsaari | 5 | 2  | 1 | 2 | 11 | 14 | 5    |
| 5 | HIFK Helsinki     | 5 | 1  | 2 | 2 | 11 | 8  | 4    |
| 6 | VPV Vaasa         | 5 | 0  | 0 | 5 | 4  | 17 | 0    |

- A Sudet Viipuri a hazai mérkőzéseit Helsinkiben játszotta.

### B csoport
| # | Csapat           | M | Gy | D | V | RG | KG | Pont |
| - | ---------------- | - | -- | - | - | -- | -- | ---- |
| 1 | VIFK Vaasa       | 5 | 4  | 0 | 1 | 14 | 4  | 8    |
| 2 | KPT Kuopio       | 5 | 1  | 3 | 1 | 12 | 8  | 5    |
| 3 | HPS Helsinki     | 5 | 2  | 1 | 2 | 5  | 5  | 5    |
| 4 | KIF Helsinki     | 5 | 2  | 1 | 2 | 9  | 10 | 5    |
| 5 | HJK Helsinki     | 5 | 2  | 1 | 2 | 11 | 13 | 5    |
| 6 | Haka Valkeakoski | 5 | 1  | 0 | 4 | 4  | 15 | 2    |

### Bajnoki döntő
- TPS Turku 2-1 (h.u.) VIFK Vaasa

## Kupa

### Elődöntők
- HPS Helsinki  5-2 HJK Helsinki
- TPS Turku  4-5 VPS Vaasa

### Döntő
- VPS Vaasa 2-0 HPS Helsinki

## Külső hivatkozások
- Hivatalos honlap (finnül)
- Finnország – Az első osztály tabelláinak listája az RSSSF-en (angolul)